# フィフス・エレメント
『フィフス・エレメント』（仏題：Le Cinquième élément）は、1997年のフランス・イギリス・アメリカの合作によるSFアクション映画。
リュック・ベッソン監督、ブルース・ウィリス主演。ミラ・ジョヴォヴィッチの出世作でもある。1997年5月9日カンヌ国際映画祭プレミア公開。

## あらすじ
1914年、エジプトのピラミッドで世界を救う5番目の要素「フィフス・エレメント」と、世界を滅ぼす邪悪な存在が予言されていることが発見された。突如円盤で飛来したモンドシャワン人により、鍵となる4つの石が隠し部屋より持ち出される。
2263年、世界は全ての攻撃を吸収してしまう反生命体「ミスター・シャドー」に脅かされていた。リンドバーグ統一宇宙連邦大統領はモンドシャワン人の意思を受け継ぐコーネリアス神父より、モンドシャワン人と5番目の要素（フィフス・エレメント）を知らされ、彼らを地球に呼び寄せるが、彼らは地球の領域に入ったところで宇宙の殺し屋マンガロワ人の攻撃を受けて撃墜されてしまう。
科学者は、回収された腕の細胞から美女リー・ルーを誕生させるが、記憶喪失で状況を理解できずパニックを起こした彼女は脱走。偶然通り掛ったタクシー運転手コーベン・ダラスに拾われる。彼はリー・ルーを警察に渡さず、彼女の言葉が分かるコーネリアスの元へ連れていく。地球の歴史や文化を急激に学ぶリールーによると、モンドシャワン人たちは4つの石板を連邦最高のディーヴァ（歌姫）・プラヴァラグナに託していた。彼女の10年に1度というコンサートが、フロストン・パラダイスで開かれるというが、それは明日だった。コーベンとリールーは何とか八方手を尽くしてフロストン行きの宇宙船に乗る。
コンサート会場である宇宙船は潜入したマンガロワ人たちに襲撃され、撃たれたプラヴァラグナは石板は体内にあるとコーベンに告げて死ぬ。その間、船室にいたリールーも襲撃を受け、武装した大勢を相手取り格闘で大立ち回りするもグレネードで負傷する。石板を手に入れたコーベンは人気DJルビー・ロッドの助けも借りて敵を制圧。あと数分で宇宙船が爆破されると知ったコーベンたちはリール―も救出し、武器商人ゾーグが乗ってきた宇宙船に乗り移って脱出。入れ違いにコンサート会場に乗り込んだゾーグはマンガロワ人を全滅させ爆弾の時限装置を止めるも、マンガロワ人が最期のあがきで爆弾を再起動しゾーグは道連れにされる。
コーベンたちはナイルの神殿にたどり着くが、反生命体は加速し、1時間57分後に地球と衝突するという。リール―が人事不省のため4つの石の使い方がわからずコーベンたちは四苦八苦するも、偶然から対応する元素の実物を与えればいいと判り、息吹の風、その場の砂土、ライターの火、したたる汗水で石を起動させる。だがリール―が持つフィフス・エレメントが発動しない。人類の歴史で繰り返されてきた醜い悪行や悲惨な争いを知った彼女は、果たして救う価値があるのかと疑念を口にする。万策尽き、追い詰められたコーベンは、リール―を失いたくないという情愛のほとばしるまま抱きしめ口づけする。その瞬間、4つの石から放たれた光がリール―に集まって、彼女から宇宙へと放たれた巨大な光芒が闇のエネルギーを消し飛ばし、反生命体をただの石ころに還した。地球は守られたのだった。
リールーは最初に再生治療を受けたニューヨークの研究所に戻り、回復した彼女を英雄として称えるべくリンドバーグ大統領らが来訪するが、いっこうに治療装置のポッドから出てこようとしない。いぶかるコーネリアス神父が覗いてみると、なんと内部の彼女はコーベンと情熱的に睦み合いの真っ最中。神父は大統領にどう言い繕ったものか途方に暮れるが、当のリール―とコーベンにとっていま価値あるものは互いの愛だけなのだった。

## 登場人物・キャスト
コーベン・ダラス
演 - ブルース・ウィリス
本作の主人公。ニューヨークに住むタクシー運転手。退役軍人で元少佐。現役時代は特殊部隊隊員で、あらゆる武器を扱い宇宙船の操縦もこなせる戦闘のエキスパートだった。現在は軍隊時代の反動から、だらしのない私生活を送っており、底辺のタクシードライバーでギリギリ生計を立てている。遠方に住む更年期の母親からは小言の電話がよくかかってくる。勤務中に空から降ってきた謎の女性リー・ルーに一目惚れし助けたことにより、彼女を巡る争いから地球の存亡をかけた戦いに巻き込まれてゆく。
一日に吸う煙草を4本と決めているが、フィルターの部分が極端に長いため結局4本合わせてキングサイズ1本分、またはそれ以下である。
射撃能力と胆力は本物であり、物陰から現れた途端に目標を即座に射殺して場を収めた。
ズボラな一面がありながらも、面前で生着替えをしたリー・ルーを見ないようにするなど人並みの配慮は出来る。
リー・ルー
演 - ミラ・ジョヴォヴィッチ
本作のヒロイン。フルネームは「リルミナイ・ダラビナベナチャイ・エバデセバド」。オレンジ色の髪を持つ謎の女性。モンドジャワン人の宇宙船に乗り地球へ運ばれる途中、ゾーグの手下マンガロワ人より船が攻撃され墜落し死亡したが、燃え残っていた右手の一部から、リンドバーグ大統領らによって体を再生させられる。しかし、パニックを起こして研究施設を脱出しコーベンと出会う。
悪を滅ぼす武器のキーである四元素（水・火・土・風）に続く5番目の要素（フィフス・エレメント）をその身に宿す。地球人の5000倍のDNA情報と、普通の人間よりも遥かに高い学習能力を持ち、最初は大昔に宇宙で使われていた言語（モンドシャワン語）しか話すことが出来なかったが、間もなく言語や地球人類に関する膨大な知識を習得する。身体的にも優れ、マーシャルアーツやブルース・リーの映像から学んだ格闘能力も非常に高く、肉弾戦で集団相手に優位に戦った。ただし頑強さや生命力はそこまでではなく銃撃などで傷を負い、精神面では先述のパニックの件から見ても分かるように脆い部分がある。物語後半で過去の地球で繰り広げられた戦争の画像を見た時にもショックを受けていた。
彼女の「フィフス・エレメント」が何であるのかは劇中では明言されないが、描写からは“愛”であるとうかがえる。
ゾーグ
演 - ゲイリー・オールドマン
本作の悪役である武器商人。フルネームは「ジャン・バプティスト・エマニュエル・ゾーグ」。主人公のタクシー会社の親会社の社長でもある。本作の悪役だが主人公とは接点がほとんど無く、フロストン・パラダイスの船のエレベーターで行き違いになっただけで、主人公であるコーベンと直接対決することはない。頭の半分を剃り上げて透明なカバーで覆うという妙な髪型をしており、足が悪く器具をつけているため、歩き方も不自然である。
コーネリアス神父に生と死についての独自の持論を展開するなど、哲学的で論理的な面もあるが、密航に失敗した手下を始末するほど極端で冷徹な性格。徹底した現場主義で必要とあれば自ら現場に赴く。機械や社会には徹底して詳しいが、サクランボを喉に詰まらせて死にかけるなど単純なところでドジを踏む。部下に対しては高圧的だが、黒幕である「ミスター・シャドー」には頭が上がらない。宇宙の殺し屋マンガロワ人を手下にしている。
彼らに最新兵器のデモンストレーションを見せて、石4個を収めたトランクで受け取ろうとしたが、リー・ルーに石を抜かれていて「石4個で4箱、石が無ければ何もやらん!荷造りして帰れ!」と追い返そうとした。しかし銃を向けられ「ここまで来るのに危機を冒したんだ!」と脅されたため、1箱タダで譲った。が、彼らが誤作動させるよう、自爆装置ボタンの存在を教えないでおく罠を仕掛けてやり返した。
コーネリアス神父
演 - イアン・ホルム
遥か昔からフィフス・エレメントの誕生を待ち続けてきた者たちの子孫。最初は政府や軍に協力的だったが、追い出された後は助手と二人で独自に行動している。リー・ルーに宇宙の歴史を学ばせ、宇宙を救う者としての教養を身につけさせる事に意欲を燃やす。目的のためならば手段を選ばず、敵ではないコーベンを騙し討ちしたり、宇宙船に密航するなど、無思慮で不要なトラブルを増やす。
ルビー・ロッド
演 - クリス・タッカー
ラジオ番組の司会者。ラジオなので映像はないのだが、公開収録であるためかド派手な衣装を着ている。フロストン星行きの宇宙船の中で遭遇し、懸賞の当選者であるコーベンに半ば強引につきまとう。ハイテンションの高音・高速トークが特徴。女性的志向の男性ながらも、女性に対しても情熱的な言動をする。口癖は「Oh My God」「Green!（最高）」。
マンロー将軍
演 - ブライオン・ジェームズ
軍人でコーベンが特殊部隊にいた当時の上官。フロストン星へと赴く任務に彼を抜擢し、懸賞旅行の当選を裏工作する。コーベンの元上官ながらどこか抜けており、平和な時代が続いた結果、政府や軍が平和ボケしている様子が見て取れる。
極秘裏に進めるべきフロストン星行きの任務における移動手段を、ラジオ番組での懸賞旅行にという誰でも簡単に知りうるものにする辺り作戦指揮に向いているかどうかも怪しい。
リンドバーグ大統領
演 - タイニー・リスター・Jr.
統一宇宙連邦の黒人大統領。
ライトアーム
演 - トリッキー
ゾーグから与えられた任務を忠実に実行するゾーグの片腕ともいえる存在。いつもタイミングが悪く失敗ばかりしている。物語終盤、フロストン星行きの船への潜入に失敗した際、ゾーグから完全に失望され、報告に使った公衆電話ごと爆殺される。
ディーヴァ・プラヴァラグナ
演 - マイウェン・ル・ベスコ / インヴァ・ムラ（歌の吹き替え）
宇宙船「フロストン・パラダイス」で行われるオペラ公演の歌手。数本の触手を頭と背中から生やした、光沢のある青色の肌をしている。本来の目的はあるものを渡すため、連邦政府の人間と接触する事である。同じ肌の付き人が多数いる。
パッコリー教授
演 - ジョン・ブルータル
1914年のエジプトにモンドシャワン人が現れたシーンに登場。ピラミッドの壁画の秘密を解読している老教授。秘密を解いてしまったことでモンドシャワン人に殺害される。
ビリー
演 - ルーク・ペリー
1914年のエジプトにモンドシャワン人が現れたシーンに登場。パッコリーの助手の青年。性格は軽いが非常時には人一倍真面目になる真剣さはある。モンドシャワン人に教授が殺されたことでパニックを起こし、銃でモンドシャワン人を威嚇する。司祭が味方であると説得するも、後ずさり中に鞄につまずき銃が暴発し、モンドジャワン人が帰る前に壁画を閉じてしまう。このことによってコーネリアス神父が秘密を引き継ぐことになる。
司祭
演 - ジョン・ベネット
1914年のエジプトにモンドシャワン人が現れたシーンに登場。先祖代々モンドシャワン人に仕えてきた一族の末裔。壁画の秘密を解こうとするパッコリーを毒殺しようとしたが失敗し、解読されてしまう。それと同時にモンドシャワン人が到着、これによって守るべき秘密の隠蔽が不完全になってしまい、ゾーグが秘密を知る遠因を作った。
強盗
演 - マチュー・カソヴィッツ
コーベンの家の隣に住んでいる頭の悪いチンピラ。コーベンの家に押しかけて銃を突きつけ、金をせびろうとするが、不意を突かれて撃退される。
隣人
演 - リチャード・リーフ
コーベンの家の隣に住んでいる頭の悪いチンピラ。ゾーグの部下のライトアームのタレコミによって駆け付けた警察の強制捜査の際、素行の悪さからコーベンと間違えられて逮捕される。連行中に今度はマンガロワ人によって拉致される。その後の生死は不明。
マンガロワ人
宇宙一の殺し屋一族。戦士としてのプライドは非常に高いが、教養は低い上に、仕事に失敗しても逆上して「危険な思いをしたのだから少しは報酬をよこせ」と主張するなど性格は身勝手。リーダーを失うと士気が下がるという弱点を持つ。変装の技術にも長けており、短時間であれば人間に化けることもできる。
ゾーグと手を結んでいるが反りが合わず、しょっちゅう言い争いになる。ゾーグの取引の後、譲ってくれた最新兵器で遊んでいたが、自爆装置のボタンの事を告げられていなかったため、何も知らずに押して爆発に巻き込まれた。
残った仲間が豪華客船内での最終決戦に参加するも、コーベンの活躍によって全滅させられる。ゾーグが仕掛けた自爆装置を起爆5秒前に停止したとき、身に付けた遠隔装置で自爆装置を再作動させ「名誉のためだ…」とささやいて、ゾーグを道連れに自爆した。
ミスター・シャドー
声 - ジャン・レノ
ゾーグを手下に使う、意思を持つ邪悪な黒い小惑星。壁画に記された世界を滅ぼす邪悪な存在であり本作の黒幕。核ミサイルなど全ての攻撃を吸収して無効化し、逆に自らの力に変えてしまう。通信衛星を吸収した後は、ゾーグに電話で石を探せと直接指令を出す。フィフス・エレメントのみが弱点。

## 日本語吹替
| 役名               | 俳優                    | 日本語吹替   | 日本語吹替 | 日本語吹替 | 日本語吹替 |
| 役名               | 俳優                    | VHS・旧DVD版 | Blu-ray・新DVD版                                                                                                   | 日本テレビ版 | テレビ朝日版 （追加録音部分） |
| ------------------ | ----------------------- | ------------ | --- | --- | --- |
| コーベン・ダラス   | ブルース・ウィリス      | 大塚芳忠     | 大塚芳忠 | 安原義人 | 野沢那智 （岩崎ひろし） |
| リー・ルー         | ミラ・ジョヴォヴィッチ  | 松本梨香     | 松本梨香 | 愛河里花子 | 松本梨香 |
| ゾーグ             | ゲイリー・オールドマン  | 山寺宏一     | 山寺宏一 | 佐古正人 | 磯部勉 |
| コーネリアス神父   | イアン・ホルム          | 大木民夫     | 佐々木梅治 | 小林恭治 | 永井一郎 |
| ルビー・ロッド     | クリス・タッカー        | 山寺宏一     | 三ツ矢雄二 | 山寺宏一 | 三ツ矢雄二 |
| マンロー将軍       | ブライオン・ジェームズ  | 坂口芳貞     | 廣田行生 | 阪脩 | 藤本譲 |
| リンドバーグ大統領 | タイニー・リスター・Jr. | 玄田哲章     | 斎藤志郎 | 有本欽隆 | 内海賢二 |
| パッコリー教授     | ジョン・ブルータル      | 峰恵研       | 辻親八 | 清川元夢 | 岩崎ひろし |
| ビリー             | ルーク・ペリー          | 伊藤栄次     | 庄司将之 | 小杉十郎太 | 小野健一 |
| 司祭               | ジョン・ベネット        | 稲葉実       | 浦山迅 | 水野龍司 | 平野稔 |
| フォッグ           | リー・エヴァンス        | 坂東尚樹     | | 室園丈裕 | 根本央紀 |
| ライトアーム       | トリッキー              | 荒川太朗     | | 斎藤志郎 | |
| 役不明又はその他   |                         |              | 谷昌樹 駒谷昌男 木村雅史 間宮康弘 瑚海みどり 佐藤健輔 杉村憲司 藤吉浩二 東條加那子 美々 小橋知子 内田泰喜 今瀬未知 | 子安武人 佐々木優子 石波義人 荒川太郎 徳丸完 糸博 長島雄一 浅野まゆみ 島香裕 小山裕香 掛川裕彦 沢田敏子 大友龍三郎 渡辺美佐 藤巻恵理子 樋浦茜子 幸田夏穂 児玉孝子 山野井仁 遠藤純一 | 加瀬康之 廣田行生 内田直哉 小室正幸 竹口安芸子 石井隆夫 松本大 楠大典 林佳代子 海老原英人 朴璐美 土田大 小池亜希子 山門久美 よのひかり 小野塚貴志 高森奈緒 追加録音部分 高津麻都香 佐々木薫 羽鳥佑 |
| 日本語版スタッフ   |                         |              | | | |
| 演出               |                         | 松岡裕紀     | 伊達康将 | 中野洋志 | 小山悟 |
| 翻訳               |                         | 税田春介     | 税田春介 | 石原千麻 | 武満真樹 |
| 調整               |                         |              | TFC 1st | 蝦名恭範 | 金谷和美 |
| 録音               |                         |              | | 浜松町スタジオ | |
| 効果               |                         |              | | 南部満治 | サウンドボックス |
| プロデューサー     |                         |              | | 宮崎啓子 北島有子 | |
| プロデューサー補   |                         |              | | 野地玲子 村井多恵子 | |
| 制作               |                         | ビデオテック | 東北新社 | 乃坂守蔵 簑浦良平 （ACクリエイト） | ケイエスエス |
| 初回放送           |                         |              | 2017年1月11日 『午後のロードショー』                                                                               | 1999年1月8日 『金曜ロードショー』 (本編ノーカット) | 2002年4月14日 『日曜洋画劇場』 (21:00-23:24) |

- 2022年3月30日発売の「フィフス・エレメント 4K UHD+Blu-ray(2枚組)」、「フィフス・エレメント 4Kニューマスター Blu-ray」には、4種類全ての吹き替え版を収録[7]。
  - テレビ朝日版は放送時にカットされた約1分の場面を代役キャストによる追加録音を行って収録[8]。

## スタッフ
- 脚本・監督: リュック・ベッソン
- 撮影：ティエリー・アルボガスト
- 音楽：エリック・セラ
- 挿入歌：「甘いささやき（英語版）」Il dolce suono（ガエターノ・ドニゼッティ作曲：歌劇『ランメルモールのルチア』（Lucia di Lammermoor）より）

歌：インヴァ・ムラ（ソプラノ。なお、フィルムではInva Mulla Tchakoとクレジットされているが、Inva Mula）
指揮：フレデリック・シャズラン
- VFX：デジタル・ドメイン

## 製作
本作は映画『マトリックス』と並んで押井守監督の『GHOST IN THE SHELL / 攻殻機動隊』の映像表現に強く影響を受けた作品とマスコミにしばしば紹介される。リュック・ベッソンは、のちに『GHOST IN THE SHELL / 攻殻機動隊』を好きだった作品と語っている。
脚本は監督のリュック・ベッソンが16歳の時に考えた物語を基にしている。
ベッソンは『フィフス・エレメント』を映画化すべく行動を始め、実際に映画化寸前まで話は進行していたものの、資金面で実現不可能との結論に達した。
解決案として低コストで別の映画を製作してそれを本作品の資金の足しにする計画を立てた。そのためにベッソンは2日間で『レオン』の脚本を完成させる。当初は資金の足しにするつもりで製作された『レオン』は大ヒットし、最高のスタッフ・条件で本作を制作することが可能になった。衣装もジャン＝ポール・ゴルチエが担当することになった。当初、リールーの設定は「フロストン星の海岸に住む若く美しい女性だが、年齢2000歳の砂女」になるはずだったという。リールーが語っていた言語（古代宇宙語）は、ベッソン自らがラテン語やヘブライ語から考察し、辞書まで作り上げられた造語。左記の事はDVD化された際の特典映像でも語られている。
序盤のリー・ルーの包帯を巻いたような奇抜な衣装は、ジャン＝ポール・ゴルチエによるもの。  
本作のイメージソングともされる劇中のディーヴァ・プラヴァラグナの歌は、音楽担当のエリック・セラは地球人の域を超えた歌唱力の演出として、サンプリングで再現することを前提に人間の声域を度外視して作曲した。歌を担当したインヴァ・ムラにはそれが伝わっていなかったため楽譜を見た彼女はこれはとても無理だと役を降りかける椿事もあったが、セラが6割程度こなせればいいと思っていたところをインヴァ・ムラは8割分歌いきったという。

### 配役
今作でヒロイン役を射止めたミラ・ジョヴォヴィッチは、一度今作のオーディションに落ちている。その経緯については色々な憶測が飛び交っていたが、リュック・ベッソン監督自らが2014年8月29日にRedditの"Ask Me Anything"にて「シェアしたい『フィフス・エレメント』撮影中のエピソードはあるか」の質問に対して「最初、ミラがオーディションを受けたとき、緊張し過ぎていて芝居も上手くなく、メイクも濃すぎたため良くなかったため（選考から）落とした」「オーディションから2・3週間後、ロサンゼルスのホテルに滞在しているときに再会。ミラはオーディションの時とは違いノーメイクでリラックスした服装だった。良い印象の彼女と楽しい会話と時間を共にした」「再度オーディションを受けてみてはどうかとミラにオファーした」と回答している。映画公開後にベッソン監督とミラは結婚、しかし2年後に離婚した。
ベッソン作品には常連であったジャン・レノは出演予定ではなかったが、ベッソンの計らいにより声のみで登場するという形になった。ジャン・レノの声はルビー・ロッド（クリス・タッカー）の登場シーンで効果音として「ジェミナイ（Gemini）」と発言している。なお「Gemini」とはルビーの出演する番組のスポンサー企業名で、コーベンが当たった懸賞の「ジェミニ・コロッケ」を販売している食品会社。

## 4K/Blu-ray/DVD
JVCエンタテインメント・パラマウント ジャパン・アスミック・エース・TCエンタテインメントより発売。
- ４K
  - フィフス・エレメント 4K UHD+Blu-ray[12] 品番：TCBD-1135 発売日：2022年3月30日
    - 音声
      - 英語 Dolby TrueHD Dolby Atmos
      - 英語 DTS-HD Master Audio 5.1ch
      - 日本語 DTS-HD Master Audio 2.0ch（VHS/DVD版）
      - 日本語 DTS-HD Master Audio 5.1c（DVD/Blu-ray版）
      - 日本語 ドルビーデジタル2.0ch（テレビ版1 日本テレビ版）
      - 日本語 ドルビーデジタル2.0ch（テレビ版2 テレビ朝日版）約1分の欠落箇所を2021年の別キャスト新収録音声

- Blu-ray
  - フィフス・エレメント 品番：PPWB-113307 発売日：2009年11月27日
  - フィフス・エレメント 品番：PBW-113307 発売日：2010年9月16日
  - フィフス・エレメント 品番：ACXF-90864 発売日：2013年4月19日
  - フィフス・エレメント 4Kニューマスター Blu-ray[13] 品番：TCBD-1136 発売日：2022年3月30日
    - 音声
      - 英語 DTS-HD Master Audio 5.1ch
      - 日本語 DTS-HD Master Audio 2.0ch（VHS/DVD版）
      - 日本語 DTS-HD Master Audio 5.1c（DVD/Blu-ray版）
      - 日本語 ドルビーデジタル2.0ch（テレビ版1 日本テレビ版）
      - 日本語 ドルビーデジタル2.0ch（テレビ版2 テレビ朝日版）約1分の欠落箇所を2021年の別キャスト新収録音声
- DVD
  - 「フィフス・エレメント」+「レオン〈オリジナル版〉」〈初回限定生産版〉 品番：JVBF-202 発売日：2002年12月20日
  - フィフス・エレメント アドバンスト・コレクターズ・エディション 品番：PDA-914 発売日：2004年6月25日
  - フィフス・エレメント アドバンスト・コレクターズ・エディション 品番：PHKC-111008 発売日：2005年10月21日
  - フィフス・エレメント(通常版) 品番：PHND-111008 発売日：2006年11月2日
  - フィフス・エレメント 品番：ACBF-90864 発売日：2013年4月19日

## 書籍
テリー・ビッスンによるノベライズ作品が刊行されている。こちらはロッドの名前が「ロック」になっていたり、ダラスとゾーグが対面するシーンがあるなど、映画版とは微妙に内容が異なっている。
邦訳版は1997年にソニーマガジンズより刊行（ISBN 978-4-7897-1232-3）。

## ゲーム
1998年にKalisto Entertainmentの開発により日本ではハドソンよりプレイステーション用ソフトとして3Dアクションゲーム化されている。またスピンオフとして2001年には欧州向けのプレイステーション2用ソフトとして本作劇中に登場したニューヨークとエアカーを用いたレースゲーム「NYR: New York Race」が発売されている。